# Áreas autónomas de la Unión Soviética

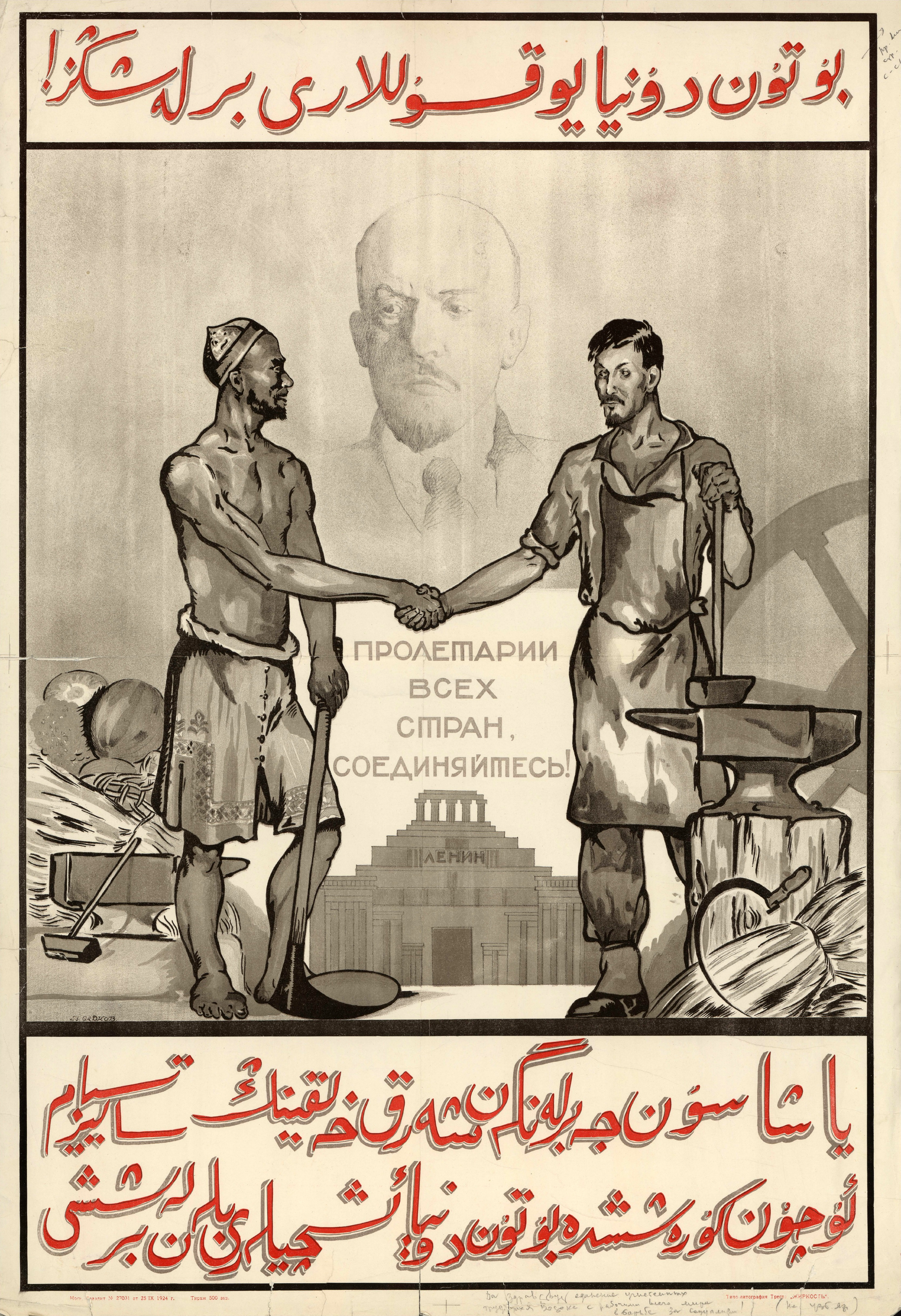
Póster soviético de 1924, con la inscripción en uzbeko: "¡Viva la unidad de los trabajadores oprimidos de Oriente con los trabajadores de todo el mundo en la lucha por el socialismo!".

La demarcación étnica de la Unión Soviética, también conocida como razmezhenie (en ruso: национально-территориальное размежевание) fue el proceso de delimitación dentro de la Unión Soviética de demarcaciones administrativas (repúblicas, repúblicas autónomas, óblasts autónomos y distritos autónomos) para las diversas etnias del país, a partir de la diversidad étnica de la URSS. La demarcación étnica fue parte de un proceso más amplio de cambio de la estructura administrativa y territorial del Estado soviético, durante el cual también se tuvieron en cuenta razones económicas y políticas. En la mayoría de los casos, la demarcación nacional fue seguida por la korenización (indigenización), es decir, la promoción y uso de las lenguas y culturas de las diversas etnias. La delimitación étnica formó parte de un proceso más amplio de cambios en la división administrativo-territorial, que también cambió los límites de las unidades territoriales, pero este último no estaba necesariamente vinculado a consideraciones étnicas.

## Base ideológica
Según la doctrina del marxismo-leninismo, toda etnia tenía un derecho incondicional a la autodeterminación, lo que implicaba no sólo el derecho a la lengua, sino también la creación de unidades administrativo-territoriales. Además de la lengua, cada etnia tenía un territorio propio y se suponía la presencia de lazos económicos comunes. La demarcación tuvo en cuenta la existencia de movimientos étnicos. De aquí surgió una peculiar “ jerarquía ” de pueblos:
1. Etnias de las "repúblicas" (rusos, ucranianos, bielorrusos, georgianos, armenios, azerbaiyanos, kazajos, kirguisos, turcomanos, uzbekos, tayikos, estonios, letones, lituanos, moldavos).
2. Etnias de las " repúblicas autónomas " (tártaros, baskires, abjasios, kalmucos, karakalpacos, carelios, komi, buriatos, yakutos, udmurtos, mari, mordovinos, osetios, ingusetios, chechenos, balkarios, alemanes del Volga, chuvasios, tuvanos).
3. Etnias de "óblasts autónomos"  (adigueses, altáis, judíos, karachái, circasianos, jakasios), y de "distritos autónomos" (komi-pérmicos, chukotkos, koriakios, nenetsios, evenkíes).
4. Pueblos sin estatus (en 1913, Stalin mencionó a los ingiloys; mientras que los aleutas, esquimales, itelmenos, dunganos, samis y gitanos no fueron mencionados de ninguna manera).

A veces, cuando el número de población el estatus de una demarcación étnica cambiaba: la República Socialista Soviética Carelo-Finesa perdió su estatus como república de la unión en 1956, mientras que los kazajos, kirguisos y tayikos de las repúblicas autónomas recibieron los de la unión. Daguestán y Ayaria recibieron el estatus de “república autónoma” a falta de una lengua propia (los ayarianos hablan georgiano y la República Socialista Soviética Autónoma de Daguestán era un conglomerado de nacionalidades). El estatus de los alemanes, que tenían su propia república autónoma, fue abolido en 1941: por Decreto del Presídium del Sóviet Supremo de la URSS, la república fue abolida y su territorio dividido entre los óblasts de Sarátov y Stalingrado.

## Historia
Antes de 1917, el Imperio ruso ya era un país multiétnico, en lugar de un estado-nación. En las elecciones a la Duma de 1905, los partidos nacionalistas obtuvieron solo el 9% de los votos.  Muchos grupos étnicos indígenas no rusos del Imperio ruso fueron clasificados como inorodtsy (que literalmente significa "de ascendencia diferente, es decir, no rusa"). Tras la Revolución de Febrero, la actitud respecto a este tema comenzó a cambiar. A principios de 1917, una publicación socialista revolucionaria llamada Dyelo Naroda, n.° 5, exigió la transformación de Rusia en un estado federal similar a Estados Unidos. En concreto, se crearían unidades constituyentes separadas dentro de este estado federal para las diversas regiones y grupos étnicos de Rusia (como por ejemplo Rusia Menor, Rusia Blanca, Georgia, Siberia y el Turquestán).
La República Soviética de Rusia que sustituyó al Imperio ruso en 1917 no era un estado-nación, ni los líderes soviéticos se comprometieron a convertir su país en tal estado. A principios del período soviético, incluso la asimilación voluntaria se desalentó activamente, y se intentó promover la autoconciencia de las poblaciones no rusas. A cada minoría étnica oficialmente reconocida, por pequeña que fuera, se le concedió su propio territorio, donde disfrutaron de cierto grado de autonomía, promoción lingüística y élites locales. Una lengua escrita (si hubiera faltado), la planificación lingüística nacional, la prensa en lengua nativa y los libros escritos en la lengua nativa vinieron con el territorio nacional, junto con instituciones culturales como los teatros. En 1913, Stalin, en su obra El marxismo y la cuestión nacional, que posteriormente se convirtió en la piedra angular de la política soviética hacia las nacionalidades, definió una nación como «una comunidad de personas históricamente constituida y estable, formada sobre la base de un idioma, un territorio, una vida económica y una estructura psicológica comunes que se manifiestan en una cultura común». Muchas de las nacionalidades o comunidades sometidas del Imperio ruso no cumplían plenamente estos criterios. No solo las diversidades culturales, lingüísticas, religiosas y tribales dificultaban el proceso, sino que la falta de conciencia política de la etnicidad entre la población también constituía un obstáculo importante. El proceso se basó en la Declaración de los derechos para los Pueblos de Rusia, adoptada por el gobierno bolchevique el 15 de noviembre de 1917, inmediatamente después de la Revolución de Octubre, que reconocía la igualdad y la soberanía de todos los pueblos de Rusia; su derecho a la libre autodeterminación, incluyendo la secesión y la creación de su propio territorio; la libertad de religión; y el libre desarrollo de las minorías nacionales y los grupos étnicos en el territorio de Rusia.
La Unión de Repúblicas Socialistas Soviéticas (Unión Soviética) fue fundada en 1922 como un país federal, que llegó a abarcar posteriormente 15 territorios étnicos principales, cada uno organizado como una República Socialista Soviética (RSS). Las 15 repúblicas, creadas entre 1917 y 1940, tenían derechos constitucionalmente iguales e igual posición en la estructura formal del poder estatal. La más grande de las 15 repúblicas - la República Socialista Federativa Soviética de Rusia- era étnicamente la más diversa y desde el principio se constituyó como una subfederación. La RSFS de Rusia fue dividida a principios de la década de 1920 en unos 30 territorios étnicos autónomos (Repúblicas Socialistas Soviéticas Autónomas - RASS y óblasts autónomos - OA), muchos de los cuales existen hasta el día de hoy como repúblicas étnicas dentro de la Federación Rusa. También había una gran cantidad de territorios étnicos de nivel inferior, como distritos nacionales. El número exacto de RASS y OA varió a lo largo de los años a medida que se creaban nuevas entidades mientras que las antiguas cambiaban de una forma a otra, ascendían de al estatus de repúblicas de la Unión (por ejemplo, las RSS de Kazajistán y Kirguistán creadas en 1936, la RSS de Moldavia creada en 1940), o eran absorbidas por territorios más grandes (por ejemplo, la RASS de Crimea absorbida por la RSFSR en 1945 y convertida en el Óblast de Crimea).
En el momento de la demarcación nacional no se habían formado todas las regiones y algunas tuvieron que formarse artificialmente, mientras que algunas regiones étnicas estaban divididas. De este modo, la población de habla pérsica en Uzbekistán se constituyó como una república para la etnia tayika, también con el alfabeto cirílico. Los osetios se dividieron en dos subdivisiónes (una república autónoma y un óblast autónomo, respectivamente) y los "adigueyos" se dividieron en adigueses, kabardinos y circasianos. Otras etnias, por el contrario, se fusionaron en un sola demarcación administrativa; los svans y los mingrelianos se consideraron como georgianos (aunque Stalin los consideró pueblos separados en 1913), los mokshas y los erzians se consideraron una sola etnia -los mordvinos-, y los sarts se consideraron uzbekos.
Se cambiaron los nombres de varios pueblos. El grupo local llamado en ese entonces “turcos de Transcaucasia” (o “tártaros de Transcaucasia”, como los conocía Stalin en 1913), no sin la influencia del partido Musavat, recibió el nombre de "azerbaiyanos". Los tungus se convirtieron en evenkíes, los lamuts en evens, los voguls en  mansi y los gilyaks en nivjs.
Un papel importante en la formación de las naciones socialistas lo desempeñaron los periódicos en los idiomas nacionales, a través de cuya lectura se enseñaba el idioma nacional en las escuelas durante la lucha contra el analfabetismo. En las repúblicas de la URSS se crearon teatros locales para formar una intelectualidad étnica y se realizaron películas sobre personajes históricos que asumieron el papel de héroes de sus respectivas etnias. Además, durante el proceso de pasaporte, se introdujo una quinta columna que indica el grupo étnico.
Los símbolos nacionales eran uniformes; las banderas locales eran necesariamente rojas con una hoz y un martillo dorados en la parte superior cerca del asta, para mantener uniformidad con la bandera de la URSS. La identidad étnica estaba simbolizada primero por la abreviatura de la república, y desde principios de la década de 1950, por rayas azules, blancas o verdes. El emblema solía ser una variante del escudo nacional de la URSS, con una hoz y un martillo sobre el fondo de los rayos del sol naciente, enmarcado por gavillas de trigo atadas con una cinta con la inscripción "¡Trabajadores del mundo, uníos!". con la adición de símbolos que expresan las características culturales y naturales de cada región; Azerbaiyán añadió algodón y una plataforma petrolífera; Armenia, montañas y uvas; Bielorrusia, tréboles; Letonia, el río Daugava; y Estonia, ramas de pino. En la parte superior del escudo de armas había una obligatoria estrella roja de cinco puntas.

Mapa que muestra la reorganización administrativa de Asia Central de 1925, en comparación con su organización anterior (representado en patrones rayados).

En el Cáucaso ya existían varias entidades estatales nacionales; el Óblast Autónomo de Nagorno-Karabaj fue separado de Azerbaiyán, la República Autónoma Socialista Soviética de Montaña se dividió en varios fragmentos más pequeños: Balkaria, Kabardia, Chechenia, Osetia del Norte y Karachái. En 1931, Abjasia fue incluida en Georgia, manteniendo su autonomía.
En el momento de la demarcación territorial a principios de la década de 1920, el territorio del Asia Central soviética había cuatro grandes unidades administrativas y territoriales: la República Socialista Soviética Autónoma de Kirguistán (con capital en Oremburgo) y la República Socialista Soviética Autónoma de Turkestán (con capital en Taskent) como parte de la RSFS de Rusia, así como la República Popular Soviética de Bujará y la República Popular Soviética de Corasmia. Las primeras en formarse fueron la RSS de Uzbekistán (con capital en Bujará) y la RSS de Turkmenistán el 27 de octubre de 1924  (el Tratado sobre la Formación de la URSS se extendió a la RSS de Uzbekistán mediante una resolución del III Congreso de los Sóviets de la URSS el 13 de mayo de 1925. La República Socialista Soviética Autónoma de Tayikistán (antigua Bujará Oriental), formada el 14 de octubre de 1924, fue incluida en la República Socialista Soviética de Uzbekistán como una república autónoma y recién el 26 de octubre de 1929 fue ascendida como una república federada. De igual modo, el territorio del valle de Ferganá (que correspondía en gran parte al antiguo Kanato de Kokand) quedó dividido entre la República Socialista Soviética de Uzbekistán y el Óblast Autónomo Kara-Kirguís dentro de la RSFS de Rusia (con capital en Osh). Las tierras adyacentes al oasis desde el norte fueron transferidas a la República Socialista Soviética Autónoma de Kazajistán (con capital en Chimkent). Con el aumento del estatus de las regiones autónomas, el territorio quedó dividido entre cuatro repúblicas de la unión.
En abril de 1924, el Comité Ejecutivo Central Panruso de la RSFSR otorgó al “proletariado de Tashkent” la Orden de la Bandera Roja “por los servicios prestados por los trabajadores de la ciudad de Tashkent como uno de los centros de defensa contra el ataque imperialista”. Se escogió el principio político nacional como base para trazar las fronteras, pero su implementación se complicó por una serie de factores que requerían concesiones: la composición nacional dispersa de los territorios individuales, la gravitación de los territorios hacia ciertos centros comerciales, rutas de comunicación y estructuras de irrigación. Los kazajos reivindicaron Taskent a pesar de que no constituían la mayoría de la población de la zona, ya que dicha ciudad estaba situada en un territorio poblado predominantemente por uzbekos, que en una estrecha franja se extendía hasta el interior de los territorios poblados por kazajos . Incluso después de que se abandonara la idea de incluir Taskent en la autonomía kazaja (la República Socialista Soviética Autónoma de Kirguistán), hubo demandas persistentes para incluir una serie de volosts del distrito de Taskent, donde se ubicaban las obras de cabecera de los canales que alimentaban a Taskent. El 27 de octubre de 1924, como resultado de la demarcación nacional-territorial, la mayor parte de la región de Sir Daria fue transferida a la República Socialista Soviética Autónoma de Kirguistán (kazajos), mientras que la pequeña parte restante (Taskent) pasó a formar parte de la República Socialista Soviética de Uzbekistán.
Según las memorias de Viacheslav Mólotov, miembro del Presidium del Comité Ejecutivo Central de la URSS : «La creación de las repúblicas de Asia Central y la frontera fue obra exclusiva de Stalin, que se consiguió tras un largo debate; los kazajos, por ejemplo, sus altos mandos, lucharon por incluir a Taskent; pues querían que fuera su capital... Stalin los reunió, debatió el asunto, examinó las fronteras y dijo: Taskent a los uzbekos, y Verny y Alma-Ata  a los kazajos»; y como resultado, en 1930 la capital de la República Socialista Soviética de Uzbekistán se trasladó de Samarcanda a Taskent. El territorio del antiguo Kanato de Jiva estaba dividido entre la República Socialista Soviética de Uzbekistán (Novy Urgench y Jiva), el Óblast Autónomo de Karakalpakia (Kungrad) y la República Socialista Soviética de Turkmenistán (Tashauz y Kunya-Urgench). Del numeroso espectro de pueblos y tribus de habla turca, los kirguisos (kazajos), los kara-kirguises (kirguises), los karakalpakos, los uzbekos y los turcomanos fueron señalados como centros de consolidación étnica. El territorio de asentamiento continuo de habla iraní se consolidó en torno a la identidad étnica tayika.
A pesar de la política general de otorgar territorios nacionales a todos los grupos étnicos, varias nacionalidades permanecieron sin sus propios territorios en las décadas de 1920 y 1930. En muchos casos, estos grupos estaban ampliamente dispersos o estas minorías se concentraban en áreas ya designadas como una república para otra etnia, como por ejemplo muchas etnias del norte que no tenían repúblicas autónomas ni óblasts autónomos, pero desde la década de 1930 se organizaron en 10 okrugs autónomos para las etnias de los chukotkos, koriakos, nenetsios, dolganos, jantis, mansi, evenkís y komi-permiakos. Además de las repúblicas, las repúblicas autónomas, los óblasts autónomas y los ókrugs, se establecieron cientos de raiones (distritos nacionales), con poblaciones de entre 10,000 y 50,000 habitantes) y miles de municipios nacionales (con poblaciones de entre 500 y 5,000 habitantes). En algunos casos, esta política exigió el reasentamiento voluntario o forzoso en ambas direcciones para crear una población compacta. La inmigración de grupos étnicos transfronterizos y el regreso de emigrantes no rusos a la Unión Soviética durante la Nueva Política Económica, si bien se percibían como una tapadera fácil para el espionaje, no se desalentaron y se desarrollaron con bastante actividad, contribuyendo así a la consolidación nacional.

## Lista de áreas autónomas soviéticas
| República           | Etnia titular    | República autónoma          | Etnia titular                                                                               | Óblast autónomo       | Etnia titular          |
| ------------------- | ---------------- | --------------------------- | ------------------------------------------------------------------------------------------- | --------------------- | ---------------------- |
| RSFS de Rusia       | rusos            | RASS de Baskiria            | baskires                                                                                    | OA Adigués            | adigueses              |
| RSFS de Rusia       | rusos            | RASS de Buriatia            | buriatos                                                                                    | OA de Gorno-Altái     | altáis                 |
| RSFS de Rusia       | rusos            | RASS de Chechenia-Ingusetia | chechenos e ingusetios                                                                      | OA Judío              | judíos                 |
| RSFS de Rusia       | rusos            | RASS de Chuvasia            | chuvasios                                                                                   | OA Karachái-Cherkeso  | karacháis y cherquesos |
| RSFS de Rusia       | rusos            | RASS de Crimea              | tártaros de Crimea                                                                          | OA de Jakasia         | jakasios               |
| RSFS de Rusia       | rusos            | RASS de Daguestán           | agul, avares, darguines, cumucos, laks, lezguinos, nogayos, rutules, tabasaranos y tsajures | —                     | —                      |
| RSFS de Rusia       | rusos            | RASS de Kabardia-Balkaria   | kabardinos y balkarios                                                                      | —                     | —                      |
| RSFS de Rusia       | rusos            | RASS de Kalmukia            | kalmukos                                                                                    | —                     | —                      |
| RSFS de Rusia       | rusos            | RASS de Carelia             | carelios                                                                                    | —                     | —                      |
| RSFS de Rusia       | rusos            | RASS de Komi                | komis                                                                                       | —                     | —                      |
| RSFS de Rusia       | rusos            | RASS de Mari                | maris                                                                                       | —                     | —                      |
| RSFS de Rusia       | rusos            | RASS de Mordovia            | mokshas y erzyas                                                                            | —                     | —                      |
| RSFS de Rusia       | rusos            | RASS de Osetia del Norte    | osetios                                                                                     | —                     | —                      |
| RSFS de Rusia       | rusos            | RASS de Tartaria            | tártaros                                                                                    | —                     | —                      |
| RSFS de Rusia       | rusos            | RASS de Udmurtia            | udmurtos                                                                                    | —                     | —                      |
| RSFS de Rusia       | rusos            | RASS de Tuvá                | tuvanos                                                                                     | —                     | —                      |
| RSS de Ucrania      | ucranianos       | —                           | —                                                                                           | —                     | —                      |
| RSS de Bielorrusia  | bielorrusos      | —                           | —                                                                                           | —                     | —                      |
| RSS de Azerbaiyán   | azerbaiyanos     | RASS de Najicheván          | Ninguna (región con presencia mixta armenia-azerbaiyana)                                    | OA de Alto Karabaj    | armenios               |
| RSS de Georgia      | georgianos       | RASS de Abjasia             | abjasios                                                                                    | OA de Osetia del Sur  | osetios                |
| RSS de Georgia      | georgianos       | RASS de Ayaria              | ayarios                                                                                     | —                     | —                      |
| RSS de Turkmenistán | turcomanos       | —                           | —                                                                                           | —                     | —                      |
| RSS de Uzbekistán   | uzbekos          | RASS de Karakalpakia        | karakalpakos                                                                                | —                     | —                      |
| RSS de Tayikistán   | tayikos          | —                           | —                                                                                           | OA de Gorno Badajshán | pamiris                |
| RSS de Armenia      | armenios         | —                           | —                                                                                           | —                     | —                      |
| RSS de Kazajistán   | kazajos          | —                           | —                                                                                           | —                     | —                      |
| RSS de Kirguistán   | kirguises        | —                           | —                                                                                           | —                     | —                      |
| RSS de Letonia      | letones          | —                           | —                                                                                           | —                     | —                      |
| RSS de Lituania     | lituanos         | —                           | —                                                                                           | —                     | —                      |
| RSS de Estonia      | estonios         | —                           | —                                                                                           | —                     | —                      |
| RSS de Moldavia     | moldavos/rumanos | —                           | —                                                                                           | —                     | —                      |